# Давлианидзе, Сергей Семёнович
((опечатки))
Сергей (Серго) Семёнович Давлианидзе (15 июня 1904, село Схвава Амбролаурского района, Кутаисской губернии (Грузия — 25 августа 1967, Дубравный ИТЛ, посёлок Явас, Мордовская АССР) — советский генерал, один из руководителей органов государственной безопасности Грузии. После выступления на митинге во время Тбилисских событий 1956 года был арестован и осуждён, приговорён к 25 годам лишения свободы. Умер в заключении.

## Биография
Серго Давлианизде родился в высокогорном рачинском селе Схвава в семье крестьян Семёна Давлианидзе и Федосии Схиртладзе 15 июня 1904 года. Отец его Семён, отслужив двадцать пять лет в армии России, демобилизовался в возрасте 43 года и сразу же повенчался со своей односельчанкой. Вскоре у них родились подряд трое детей. Старший Сергей, а за ним сёстры Нина и Тамара. В Раче свирепствовал голод, и жители нескольких деревень вместе с семьёй Давлианидзе С. С. выехали из Грузии в поисках новой жизни. В 1912 году его родители вместе с ним переехали в Терскую область, посёлок Минеральные Воды, где его отец устроился на работу в ресторан поваром и по совместительству официантом. Благодаря его материальной помощи сын в возрасте восьми лет поступил, а в пятнадцать лет окончил шесть (6) классов полного курса обучения реального училища Пятигорска, где обучался с 1912 года по 1919 год.
C 1920 года по 1922 год Давлианидзе С. С. окончил ещё и два курса Тифлисского гидротехнического училища. С 25 февраля 1921 года, то есть с первого дня установления советской власти в Грузии, в шестнадцатилетнем возрасте, поступил на службу в формировавшуюся народную милицию. Совмещая службу с учёбой в училище, он по апрель 1922 года, работал младшим, а затем старшим милиционером 6-го района Тифлиса. С 23 апреля 1922 года до апреля 1923 года работал комендантом по охране маршрутных поездов из Баку. В апреле 1923 года на девятнадцатом (19) году жизни был призван на службу в Красную Армию (ВРККА), где по апрель 1924 года служил красноармейцем 2-й Грузинской стратегической дивизии дислоцированной в городе Батуми.
Демобилизовавшись из армии, он с апреля 1924 года по август 1925 года работал заведующим организационного отделения, а затем секретарём Манглисского райкома комсомола в посёлке Манглиси ГССР. Там он познакомился с русской девушкой Лебедевой Варварой, уроженкой города Симбирска и женился на ней. Варвара входила в актив Манглисского райкома комсомола. В посёлке Манглиси она поселилась в 1922 году вместе c родителями и многочисленными родственниками. Её отец демобилизованный, гренадер лейб-гвардии гренадерского полка Нестор Лебедев, служил 25 лет в районе турецкой границы около Манглиси. В годы Великой Отечественной войны она служила фельдшером и вместе с мужем в его служебном вагоне выезжала к местам сражения за Кавказ. Была награждена двумя медалями «За оборону Кавказа». Давлианидзе С. С. нашёл в её лице верного друга, который разделял его взгляды и убеждения.
Вскоре в сентябре 1925 года, он получил новое назначение и переехал с супругой в город Тбилиси. Им предоставили однокомнатную квартиру в центре города Тбилиси по ул Серебряной в полуподвальном помещении. На новой должности Давлианидзе С. С. работал секретарём экономического отдела ЦК ЛКСМ Грузии до 23 октября 1925 года, а затем по рекомендации ВЛКСМ был направлен на службу в органы государственной безопасности. Там сформировавшись как сотрудник и высокопоставленное лицо в госбезопасности СССР,он за свои убеждения и действия, не угодные руководству ГБ СССР,был выдворен в отставку в 1948 году. В 1956 году высказал свою точку зрения и требования на митинге в городе Тбилиси, посвящённом И. В. Сталину и поплатился за это свободой. За этим последовало десять лет заключения и смерть в ИТЛ.

### Служба в органах госбезопасности
С 23 октября 1925 года по 1948 год служил в органах ОГПУ-НКВД-НКГБ-МГБ. Службу начал в ГПУ ГССР рядовым сотрудником и дослужился до Комиссара государственной безопасности и Заместителя Наркома НКВД Грузии. В послужном списке Давлианидзе 12 наград, 6 присвоенных воинских званий и 16 должностных назначений.
ЗАНИМАЕМЫЕ ДОЛЖНОСТИ :- l) 23.10.1925 года до 1926 год -помощник уполномоченного, уездного политбюро ЧК,г. Шоропани. — ll) 1926 г. −1927 г. помощник уполномоченного уездного информационного пункта ГПУ Боржоми -Манглиси. — lll) 1927 г. — 1929 г. помощник уполномоченного уездного отделения ГПУ-УГБ г. Зестафони. — lV) 1929 г до 04 1931 г. старший оперуполномоченный ГПУ ГССР г. Чиатура ГССР. — V) 04 1931 г. — 1933 г. оперуполномоченный 1-го -отделения ЭКО ГПУ ГССР . — Vl) 1933 г. −1935 г. начальник 1-го отделения ЭКО ГПУ-УГБ НКВД ГССР. — Vll) 1935 г.- по 09 1936 г. начальник 2-го отделения ЭКО УГБ НКВД ГССР. — Vlll) 09.1936 г.по 06 1937 г.назначен начальником райотдела НКВД Чиатурского района . -lX) 06.1937 г. по 1938 г.назначен начальником 4-го отдела НКВД ГССР.
В 1938 году назначен начальником 3-го отдела УГБ НКВД ГССР и на этой должности прослужил по 23 08 1939 года. Переведён с повышением начальником ДТО НКВД СССР по Закавказской Ж,Д 23 августа 1939 года и служил в этой должности по март 1941 года. Отдел располагался на территории г. Тбилиси около центрального железнодорожного вокзала, а подчинённые ему отделения ДТ НКВД на территории Грузии,Армении и Азербайджана. В распоряжении начальника отдела был свой личный служебный вагон с поваром, медперсоналом и охраной. С этой должности его на 13 съезде Коммунистической партии (большевиков) Грузии, который состоялся 15-19 марта 1940 года, в городе Тбилиси, избрали кандидатом в состав Центрального Комитета (Б) Грузии и с этой должности ему предоставили благоустроенную четырёхкомнатную квартиру в городе Тбилиси. — Xll) Следующей его должностью было назначение начальником КРО НКГБ ГССР в марте 1941 года. — Xlll) В июне 1941 года с должности начальника КРО НКГБ ГССР его назначили Заместителем Наркома ГБ ГССР. — XlV) В июле 1941 года его назначили начальником Закавказского Дорожно-Транспортного отдела НКВД - НКГБ СССР и направили на передовую линию фронта для обороны Кавказа. * 14 февраля 1943 года И. В. Сталиным ему было присвоенно звание комиссара государственной безопасности. — XV) После бегства фашистов с Кавказа и нормализации обстановки на Кавказе его вновь 14 06 1944 года возвратили на должность Заместителем Наркома ГБ ГССР.
- 6 июля 1945 года Указом Президиума Верховного Совета СССР «О званиях, форме одежды и знаках различия начальствующего состава Народного комиссариата внутренних дел и Народного комиссариата государственной безопасности СССР» специальные звания начсостава НКВД и НКГБ были заменены на общевойсковые воинские звания. В связи с этим 9 июля заместителю наркома госбезопасности Грузинской ССР Давлианидзе, имевшему звание комиссара государственной безопасности, было присвоено звание генерал-майора[5]. В период правления Хрущёва Н. С., был лишён этого звания 23 ноября 1954 года Постановлением СМ СССР № 2349-1118сс «как дискредитировавший себя за время работы в органах госбезопасности и недостойный в связи с этим высокого звания генерала»[3].

С 14 ноября 1945 года его назначили начальником ТО НКГБ СССР Ордж. Ж. Д. г. Дзауджикау Сев.-Осетинской АССР. Уволен приказом МГБ СССР № 336 от 30 января 1948 года. Официальная причина состояние здоровья после полученных ранений. По версии его семьи уволен, он в возрасте 43 года за факт оказания помощи чеченской семье, которая скрывалась от депортации с 1944 года и была обнаружена рядовыми военнослужащими подразделения ГБ СССР в 1947 году. ВОИНСКИЕ ЗВАНИЯ: — В деле сотрудника ГБ зафиксированы его следующие воинские звания; 1) ст.лейтенант ГБ 13.01 1936 г.,2) капитан ГБ 23.05 1938 г., 3) майор ГБ 22 10 1940 г., 4) старший майор ГБ 11.05 1942 года,5) комиссар ГБ 14 02 1943 года,6) генерал-майор 09.07. 1945 года.

### В отставке
После отставки работал с 1948 по 9 марта 1956 года директором магазина № 2 Тбилисского пищеторга и управляющим «Интуристом» Грузии.
С марта 1940 года вместе с семьёй проживал в Тбилиси по улице Каргановская, затем переименованной в Саджая, а с 1960-х годов по настоящее время носящую имя Лео Киачели, в доме № 5/7. Этот дом в народе назывался «генеральским». Квартира генерала находилась на третьем этаже, на лестничной площадке напротив квартиры Председателя КГБ ГССР Инаури Алексея Николаевича, поселившегося там в 1953 году. В этом же доме, до переселения в дом-особняк на улице Мачабели, проживал Берия Лаврентий Павлович, после здесь осталась его мать. Проживали в этом доме Серго Орджоникидзе и его брат Папулия (расстрелянный в 1937 году), а также Давлианидзе С. С. с семьёй (с 1940 года, в квартире № 13, где до него жила семья репрессированного руководителя компартии Грузии, которого отправили в ссылку вместе с семьёй).
26 августа 1953 года Серго Давлианидзе в качестве свидетеля допрашивался по делу своего бывшего начальника Богдана Кобулова, обвинявшегося в шпионаже и заговоре с целью захвата власти по «делу Берия». Давлианидзе сообщил, что он неоднократно докладывал Кобулову о применении следователями НКВД незаконных методов воздействия на арестованных. Давлианидзе также был свидетелем по ряду обвинений других сотрудников госбезопасности, арестованных и осуждённых в рамках «дела Берия».
Серго Давлианидзе принял активное участие в событиях 5-9 марта 1956 года в Грузии. 9 марта он выступил в Тбилиси на митинге, посвящённом третьей годовщине со дня смерти Иосифа Сталина с предложением об отделении Грузии, в самостоятельное социалистическое государство, такое как Чехословакия, Венгрия, Болгария и другие. При этом Давлианидзе С. С. стал одним из руководителей борьбы за чистоту имени И. В. Сталина под лозунгом "Не допустим критики Сталина "
и инициатором требований выхода из СССР. Наведение порядка войсками МВД СССР и войсками ЗакВО были жёстким,15 убитых,54 раненых,375 арестованных и в их числе отставной генерал Давлианидзе С. С.,которого задержали 9 марта 1956 года и содержали четыре (4) месяца и 14 дней под административным задержанием в изоляторе временного содержания КГБ ГССР. Содержание под стражей по материалам дознания, утверждалось председателем КГБ ГССР, имеющим самостоятельные, не подлежащие контролю местной власти, уголовно процессуальные полномочия. Однако, на случай утверждения им постановления о возбуждении уголовного дела, отсутствовала перспектива требуемого предвзятого расследования уголовного дела Верховным Судом ГССР. Поэтому материалы дознания по " подследственности " были направлены в ЗакВО имеющий свою прокуратуру и свой судебный орган.

### Арест и осуждение
После подавления волнений в Грузии, Давлианидзе был арестован 23 июля 1956 года. При этом, арестован был и без того находившийся под стражей пенсионер, гражданское лицо с 1948 года. Данной мерой уголовно процессуального принуждения, с указанного периода времени, его содержанию под стражей, придали официальный характер санкцией прокуратуры Закавказского Военного Округа, обвинив в контрреволюционной деятельности по ст 58 −7 УК ГССР.
Из материалов многотомного архивного уголовного дела на Давлианидзе С. С., хранящегося в архиве Верховного Суда Грузии видно, что уголовное дело в его отношении, возбудил 16 июля 1956 года, а также постановление на его арест — 23 июля 1956 года, по материалам КГБ ГССР ,составил и санкционировал лично помощник военного прокурора Закавказского Военного Округа Литвиненко. Дознание проведённое КГБ ГССР и предварительное следствие проведённое ЗакВО, проводились с нарушением сроков их ведения, ровно на половину, по срокам, предусмотренным УПК ГССР,компетенцией данных органов. Предварительное следствие в течение одного (1) года и трёх месяцев вёл Литвиненко. Он сам утверждал продление сроков затянувшегося предварительного следствия. Впоследствии, на суде по данному уголовному делу, выступил в качестве прокурора выдвигавшего государственное обвинение. Давлианидзе С. С. в своих заявлениях прокурору ЗакВО Цумареву и его заместителю Дмитриеву писал, что на допросах Литвиненко смеётся над ним говоря " Вы в 1943 г. когда Сталин направлялся на Тегеранскую конференцию в Баку когда Вы встретились с ним и пожимали ему руку, очевидно воображали " какой исторический момент переживаете ! Он требовал от подследственного сообщить — " Какие у Вас были связи в высших сферах в Москве, ведь без этого не могло быть, тогда в Москве везде были Ваши в руководстве партии и государства. " https://www.youtube.com/watch?v=aKWE-A4s9vM&list=UUFKbEUp4n9jeAlqjNQ0utcQ&index=1&feature=plcp  Литвиненко активно изучал и («копал») весь путь «контрреволюционной» службы Давлианидзе С. С. в органах госбезопасности в поисках антисоветской преступной группы, в которой тот якобы состоял. Литвиненко « установил» связь подследственного с грузинской контрреволюционной эмиграцией и спецслужбами капиталистических стран, с целью свержения установленного строя в СССР. Благодаря его расследованию и прокурорскому личному надзору, за своим же следствием , Давлианидзе С. С. был впоследствии осуждён.
Однажды, в декабре 1956 года находясь под следствием, на свидании с супругой и девятилетним внуком, Сергей Семёнович представил их как это только было возможно в зале свиданий тюрьмы, княгине Матико Палавандишвили, супруге классика мировой литературы Константина Гамсахурдия. Матико пришла на свидание к своему сыну Звиаду Гамсахурдия, арестованному за контрреволюционную деятельность. Впоследствии супруге Давлианидзе С. С. вместе с внуком, в период ожидания в тюрьме свиданий с мужем, доводилось общаться с Матико, которая тоже ждала свидания с сыном.
18 октября 1957 года в городе Тбилиси в здании Верховного Суда ГССР началось закрытое заседание суда Верховного трибунала Закавказского военного округа, возглавляемое судьёй Мамонтовым, над бывшим военнослужащим Давлианидзе С. С. Защищал подсудимого военный адвокат Алхазишвили М. В. Государственное обвинение выдвигал помощник прокурора ЗакВО Литвиненко. В течение двух недель Давлианидзе С. С. осудили по статьям 58-7 и 58-8 УК ГССР, и в совокупности преступлений по означенным статьям, в силу ст. 46 УК ГССР назначили окончательную меру наказания по ст. 58-7 УК ГССР с санкции ст. 52-2 УК ГССР сроком 25 лет лишения свободы в ИТЛ, с поражением в правах, предусмотренных пп. «а»,"б","в" ст. 31 УК ГССР на пять лет, с конфискацией всего имущества. УК ГССР. Приговор огласили 31 октября 1957 года. По делу в суд вызвали 41-го свидетеля, явилось 37 свидетелей. Дали показания 37 свидетелей : 1) Джапаридзе Вахтанг Семёнович, 2) Лазарев, 3) Кикнадзе Отари Шалвович, 4) Гурамишвили Георгий Васильевич, 5) Маридашвили, 6) Панцулая Д. Д., 7) Будагов, 8) Дарсадзе, 9) Курели Иосиф Георгиевич, 10) Сахелашвили С. С., 11) Брегвадзе В. В., 12) Цулая Г. М. 13) Хумаров В. Н., 14) Урушадзе Д. Л., 15) Казарян Сурен Оганезович, 16) Назаров Али, 17) Баскина М. И., 18) Агабабова А. А., 19) Минасян А. С., 20) Почиани Д. В., 21) Асланикашвили К., 22) Кураспидиани Геркулес Николаевич, 23) Гургенидзе А., 24) Палиани Иван Дмитриевич, 25) Татишвили Иван Дмитриевич, 2) Кюрегян А. М., 27) Игитханян Е. А., 28) Сагателян Х. А., 29) Шаоршадзе П. Ф., 30) Одишария, 31) Голованов А. Л., 32) Барский Г. М., 33) Хечумов И. З. ,34) Григорашвили Х. И., 35) Асанидзе Ш., 36) Пхаладзе И., 37) Темурчиев В. А. Показания не явившихся в суд свидетелей, Габеева Хасана и ещё трёх, полученные во время предварительного следствия, зачитали в суде. Часть свидетелей отказались от своих показаний данных на предварительном следствии следователю Литвиненко и дали показания в пользу подсудимого. Однако, он же, прокурор Литвиненко, потребовал от членов трибунала жёстких мер в отношении подсудимого. Трибунал удовлетворил его ходатайство.
Исходя из того, что здание Верховного Суда ГССР находилось в центре города Тбилиси в 200 метрах от проспекта Руставели, где в марте 1956 года, солдаты ЗакВО, расстреляли мирную демонстрацию, были предприняты меры к усиленной охраны здания Верховного Суда ГССР. Солдаты с автоматами и собаками овчарками, стояли по всему периметру здания и внутри здания. Кроме членов Верховного Трибунала ЗакВО и других участников процесса, включая свидетелей, никого не пропускали. Тщетно в течение заседаний трибунала супруга, дети и внуки подсудимого Давлианидзе С. С. пытались проникнуть в зал. Военные им заявили, что по распоряжению председателя трибунала Мамонтова, велено никого не пропускать. О результатах судебного разбирательства по делу Давлианидзе С. С. в средствах массовой информации СССР и Грузинской ССР не упоминалось. См. три последние ссылки.
Виновным себя в предъявляемых обвинениях, на судебном разбирательстве Давлианидзе С. С. не признал. Осуждённый Давлианидзе С. С.,пробыл по 10 апреля 1958 года в больнице Тбилисской тюрьмы № 1. Там он, как видно из его личных записей, дождался неудовлетворительного ответа на свою кассационную жалобу, направленную 11 ноября 1957 года в Военную Коллегию Верховного Суда СССР.

### Заключение и смерть
11 апреля 1958 года из Тбилиси с железнодорожной станции Навтлуги в отдельной камере «столыпинского вагона», в установленном порядке этапирования в лагеря, его доставили в город Баку. Там, как пишет в своём дневнике Давлианидзе, всех заключённых вывели из вагона, построили и посадили в тюремные машины. Около железнодорожного вокзала собралась большая толпа любопытствующих людей, среди которых были и его знакомые, а также его бывшие подчинённые сотрудники. Машинами арестантов доставили в Бакинскую пересыльную тюрьму, где его поместили в одиночную камеру. Через два дня опять в столыпинском вагоне его доставили 14 апреля 1958 г. на ж.ст. города Ростова, а оттуда на автомашине в Ростовскую пересыльную тюрьму. В городе Ростове его поместили в сырую камеру № 3 одного из бараков пересыльной тюрьмы построенной ещё в годы немецкой оккупации в 1942-43 г.г. Дней через десять к нему в шестиместную камеру поселили его земляков молодых братьев Пирцхелаури Мишу и Георгия, уроженцев Казбегского района Грузии. Ещё дней через пять к ним поселили Гиви Барамидзе и Ироди (он же Ираклий) Пачулия. Все они были участниками Тбилисских событий 5-9 марта 1956 года. В конце апреля Давлианидзе С. С. этапировали в город Москву и заключили в тюрьму Красно-Пресненского района поместив в камеру № 62. В данной камере находилось вместе с ним ещё семь заключённых. 17 мая 1958 года из Москвы в столыпинском вагоне был этапирован в исправительно трудовой лагерь Дубравный МВД Мордовской АССР. 8 и 19 мая содержался в одиночной тюремной камере 18-го лагерного отделения. 20 мая 1958 года был этапирован в 11 лагерное отделение.
После отставки Никиты Хрущёва, Алексей Инаури, будучи соседом семьи Давлианидзе С. С., через семью Давлианидзе С. С. в 1966 году предлагал ему помощь в освобождении, на случай, если он признает свою вину в преступлениях, за которые осуждён и подаст просьбу о помиловании, но тот отказался, так как считал себя невиновным и направил ряд жалоб на лиц, его осудивших в Политбюро ЦК КПСС. Его внезапная смерть, и то, что он был захоронен до приезда родственников, а также то, что его тело до распада СССР не выдали для перезахоронения на родине, вызвало у его близких подозрение в его убийстве.
Давлианидзе умер в исправительно-трудовом лагере Дубравный, в посёлке Явас Мордовской АССР 25 августа 1967 года.
По утверждению Иссы Кодзоева, находившегося в заключении вместе с Давлианидзе, его тело было выкуплено родственниками и перевезено для похорон на родину. Однако, он ошибается, родственники действительно 27 августа 1967 года приезжали в лагерь и просили администрацию выдать им покойника, похороненного за день до их приезда, но получили отказ http://tvali.eu/index.php?action=watch&v=228621&limit=15
Родственники поставили на его тюремной могиле православный деревянный крест, а в Тбилиси на Кукийском кладбище установили мраморную плиту указав на ней его имя, фамилию и дату смерти. Под этой же плитой в ноябре 1994 года похоронили его супругу Лебедеву Варвару Нестеровну.

## Награды
Серго Давлинидзе получил следующие награды:
- Орден Ленина 21.07.1942
- Орден Ленина 25.07.1949
- Орден Красного Знамени 08.03.1944
- Орден Красного Знамени 03.11.1944
- Орден Отечественной войны 1 степени 03.12.1944;
- Орден Трудового Красного Знамени 24.02.1941
- 4 медали; знак «Почетный работник ВЧК-ГПУ» 28.08.37; знак «Почетный железнодорожник» 1944.